# Сихвола, Аукусти
Аукусти Сихвола (фин. Aukusti Sihvola; 7 марта 1895 — 18 июня 1947) — финский борец вольного стиля, призёр Олимпийских игр.
Аукусти Сихвола родился в 1895 году в Сиппола. В 1927-1931 и в 1934 годах становился чемпионом Финляндии по вольной борьбе. В 1928 году на Олимпийских играх в Амстердаме стал обладателем бронзовой медали. 